# Condado de Geneva
O Condado de Geneva é um dos 67 condados do estado norte-americano do Alabama. De acordo com o censo de 2022, sua população é de 26.783 habitantes. A sede de condado e sua maior cidade é Geneva. O condado foi fundado em 1868 e recebeu o seu nome de sua sede, a qual por sua vez o recebeu da cidade de Geneva, Nova Iorque, que o recebeu em homenagem à cidade suíça de Genebra, dado por Walter H. Yonge, um dos primeiros residentes da cidade e nativo suíço, cuja esposa era da cidade nova-iorquina. Geneva é, em algumas de suas áreas, um dry country. Cerveja e vinho são comercializados em Geneva, Samson e Slocomb, porém restritos em Hartford e outras comunidades.

## História
O condado foi estabelecido em 26 de dezembro de 1868.

## Geografia
De acordo com o censo, sua área total é de 1.500 km², destes sendo 1.488 km² de terra e 12 km² de água. É o quinto menor condado do Alabama por área e está localizado na região do Wiregrass.

### Condados adjacentes
- Condado de Dale, norte-nordeste
- Condado de Houston, leste
- Condado de Jackson (Flórida), sudeste
- Condado de Holmes (Flórida), sul
- Condado de Walton (Flórida), sudoeste
- Condado de Covington, oeste
- Condado de Coffee, norte-noroeste

## Transportes

### Principais rodovias
- State Route 27
- State Route 52
- State Route 54
- State Route 85
- State Route 87
- State Route 103
- State Route 123
- State Route 153
- State Route 167
- State Route 196

## Demografia
De acordo com o censo de 2022:
- População total: 26.783
- Densidade: 18 hab/km²
- Residências: 12.601
- Famílias: 10.303
- Composição da população:
  - Brancos: 86,8%
  - Negros: 9,3%
  - Nativos americanos e do Alaska: 1,2%
  - Asiáticos: 0,4%
  - Nativos havaianos e outros ilhotas do Pacífico: 0,1%
  - Duas ou mais raças: 2,3%
  - Hispânicos ou latinos: 4,7%

## Comunidades

### Cidades
- Geneva (sede)
- Hartford
- Samson
- Slocomb

### Vilas
- Black
- Coffee Springs
- Malvern
- Taylor (parcialmente no condado de Houston)

### Áreas Censitárias
- Eunola

### Comunidades não-incorporadas
- Bellwood
- Chancellor
- Dundee
- Earlytown
- Fadette
- Hacoda
- High Bluff
- Highfalls
- Highnote